# Oued Mzab
Oued Mzab är en wadi i Algeriet.   Den ligger i provinsen Ghardaïa, i den centrala delen av landet, 500 km söder om huvudstaden Alger.